# Boxe nos Jogos Pan-Americanos de 2023 - Mais de 92 kg masculino
A competição da categoria mais de 92 kg masculino  do boxe nos Jogos Pan-Americanos de 2023 em Santiago, Chile, foi realizada de 19 a 27 de outubro no Centro de Treinamento Olímpico. Um total de 11 boxeadores de 11 CONs competiram.
Os dois finalistas se classificaram aos Jogos Olímpicos de Verão de 2024 em Paris, França.

## Qualificação
Houve uma cota de 130 boxeadores para a competição (10 por categoria). O país-sede (Chile) recebeu vagas automáticas para todos os eventos. O restante das vagas foram concedidas através de diversos torneios qualificatórios. Todavia, o Comitê Olímpico Internacional decidiu posteriormente que a competição seria um evento de registro aberto, o que significava que um CON poderia inscrever um boxeador diretamente no torneio.

## Formato da competição
Como todos os eventos pan-americanos de boxe, a competição é um torneio direto de eliminação. Ambos os perdedores da semifinal recebem medalhas de bronze, então nenhum boxeador compete novamente após a primeira derrota. Os combates consistem em um sistema de pontuação em 3 rounds, onde o vencedor de cada round deve receber 10 pontos e o perdedor uma quantidade menor. Cinco juízes avaliam cada luta. O vencedor será o boxeador que mais marcou no final da partida.

## Medalhistas
| Ouro   | USA Joshua Edwards                       |
| Prata  | BRA Abner Teixeira                       |
| Bronze | CUB Fernando Arzola COL Cristian Salcedo |

## Resultados
Os pugilistas se enfrentam em lutas eliminatórias até a definição dos medalhistas. Os perdedores das semifinais conquistam automaticamente as medalhas de bronze.
|  | Oitavas de final     | Oitavas de final     | Oitavas de final |  |  | Quartas de final     | Quartas de final     | Quartas de final   |    |                      | Semifinais           | Semifinais | Semifinais |  |  | Final | Final | Final |
|  |                      |                      |                  |  |  |                      |                      |                    |    |                      |                      |            |            |  |  |       |       |       |
|  |                      |                      |                  |  |  |                      |                      |                    |    |                      |                      |            |            |  |  |       |       |       |
|  |                      |                      |                  |  |  | PAR Marcelo Núñez    |                      |                    |    |                      |                      |            |            |  |  |       |       |       |
|  | TTO Nigel Paul       | TTO Nigel Paul       | 0                |  |  | COL Cristian Salcedo | COL Cristian Salcedo | RSC                |    |                      |                      |            |            |  |  |       |       |       |
|  | COL Cristian Salcedo | COL Cristian Salcedo | 5                |  |  |                      |                      |                    |    | COL Cristian Salcedo | COL Cristian Salcedo | 1          |            |  |  |       |       |       |
|  |                      |                      |                  |  |  |                      | BRA Abner Teixeira   | BRA Abner Teixeira | 4  |                      |                      |            |            |  |  |       |       |       |
|  |                      |                      |                  |  |  | MEX Javier Cruz      | MEX Javier Cruz      | 0                  |    |                      |                      |            |            |  |  |       |       |       |
|  |                      |                      |                  |  |  | BRA Abner Teixeira   | BRA Abner Teixeira   | 5                  |    |                      |                      |            |            |  |  |       |       |       |
|  |                      |                      |                  |  |  |                      |                      |                    |    |                      | BRA Abner Teixeira   |            |            |  |  |       |       |       |
|  |                      |                      |                  |  |  |                      | USA Joshua Edwards   | USA Joshua Edwards | WO |                      |                      |            |            |  |  |       |       |       |
|  |                      |                      |                  |  |  | CAN Jérôme Feujio    | CAN Jérôme Feujio    | 0                  |    |                      |                      |            |            |  |  |       |       |       |
|  | DMA Delroy Charles   | DMA Delroy Charles   |                  |  |  | CUB Fernando Arzola  | CUB Fernando Arzola  | 5                  |    |                      |                      |            |            |  |  |       |       |       |
|  | CUB Fernando Arzola  | CUB Fernando Arzola  | WO               |  |  |                      |                      |                    |    | CUB Fernando Arzola  | CUB Fernando Arzola  | 0          |            |  |  |       |       |       |
|  | ECU Gerlon Congo     | ECU Gerlon Congo     | 3                |  |  |                      | USA Joshua Edwards   | USA Joshua Edwards | 5  |                      |                      |            |            |  |  |       |       |       |
|  | CHI Miguel Véliz     | CHI Miguel Véliz     | 2                |  |  | ECU Gerlon Congo     | ECU Gerlon Congo     | 0                  |    |                      |                      |            |            |  |  |       |       |       |
|  |                      |                      |                  |  |  | USA Joshua Edwards   | USA Joshua Edwards   | 5                  |    |                      |                      |            |            |  |  |       |       |       |
|  |                      |                      |                  |  |  |                      |                      |                    |    |                      |                      |            |            |  |  |       |       |       |